# Arator
Arator (VI wiek) – łaciński poeta, archidiakon Rzymu i autor eposu w dwóch księgach (336 heksametrów) O dziejach apostolskich, który zadedykował papieżowi Wigiliuszowi. Podobno recytował go publicznie w roku 544. W utworze tym, wbrew roszczeniom Konstantynopola, Arator nazywa biskupa Rzymu princeps ecclesiae („książę Kościoła”).